# Grand Rivers
Grand Rivers és una població dels Estats Units a l'estat de Kentucky. Segons el cens del 2000 tenia 343 habitants.

## Demografia
Segons el cens del 2000, Grand Rivers tenia 343 habitants, 165 habitatges, i 103 famílies. La densitat de població era de 72 habitants/km².
Dels 165 habitatges en un 17,6% hi vivien nens de menys de 18 anys, en un 53,3% hi vivien parelles casades, en un 4,8% dones solteres, i en un 37% no eren unitats familiars. En el 33,9% dels habitatges hi vivien persones soles el 17,6% de les quals corresponia a persones de 65 anys o més que vivien soles. El nombre mitjà de persones vivint en cada habitatge era de 2,07 i el nombre mitjà de persones que vivien en cada família era de 2,63.
Per edats la població es repartia de la següent manera: un 16,6% tenia menys de 18 anys, un 5,2% entre 18 i 24, un 21,3% entre 25 i 44, un 35,9% de 45 a 60 i un 21% 65 anys o més.
L'edat mediana era de 50 anys. Per cada 100 dones de 18 o més anys hi havia 98,6 homes.
La renda mediana per habitatge era de 33.250 $ i la renda mediana per família de 42.917 $. Els homes tenien una renda mediana de 28.750 $ mentre que les dones 15.521 $. La renda per capita de la població era de 21.642 $. Entorn del 8,7% de les famílies i el 10,1% de la població estaven per davall del llindar de pobresa.

## Poblacions més properes
El següent diagrama mostra les poblacions més properes.